# ايديمار
ايديمار هو لاعب كرة قدم برازيلي في مركز الدفاع، ولد في 22 أبريل 1987. لعب مع أتلتيكو باراناينسي ونادي فيروفياريا.